# HSG Eider Harde
Die Handballspielgemeinschaft Eider Harde ist eine seit 2014 bestehende Spielgemeinschaft aus dem schleswig-Holsteinischen Kreis Rendsburg-Eckernförde. Seit der Saison 2020/21 spielt die Männermannschaft, mit einjähriger Unterbrechung 2022/23, in der 3. Liga.

## Geschichte
Die Spielgemeinschaft entstand am 1. April 2014 durch die Fusion der HSG Hohn/Elsdorf und der HSG Hamdorf/Breiholz. Die Männermannschaft trat in der ersten Saison in der Oberliga Hamburg – Schleswig-Holstein an, aus der sie am Saisonende abstieg. Anschließend startete die Mannschaft in der Schleswig-Holstein Liga.
In der Saison 2015/16 qualifizierte sich die männliche A-Jugend für die A-Jugend Bundesliga und belegte am Saisonende den 8. Platz in der Nordstaffel.
Im Sommer 2016 übernahm der ehemalige Zweitligaspieler Matthias Hinrichsen das Traineramt der Männermannschaft. 2018 stieg die Mannschaft nach dem Gewinn der Meisterschaft in die Oberliga auf. Zwei Jahre später wurde der HSG – nach dem Saisonabbruch aufgrund der COVID-19-Pandemie – der Meistertitel der Oberliga zugesprochen und stieg in die 3. Liga auf. Aus der 3. Liga stieg der Verein nach der Spielzeit 2021/22 wieder ab. Ein Jahr später gelang der Herrenmannschaft durch den Gewinn der Oberligameisterschaft die Rückkehr in die 3. Liga.
Die Frauenmannschaft sicherte sich in der Saison 2021/22 die Meisterschaft in der Schleswig-Holstein Liga und spielt somit ebenfalls seit der Saison 2022/23 in der Oberliga Hamburg–Schleswig-Holstein.
Zur Saison 2022/23 gelang der männlichen A-Jugend erneut die Qualifikation für die A-Jugend Bundesliga.